# Mesnil-Saint-Georges
Mesnil-Saint-Georges település Franciaországban, Somme megyében. Lakosainak száma 211 fő (2022. január 1.). Mesnil-Saint-Georges Ayencourt, Royaucourt, Welles-Pérennes, Le Cardonnois, Courtemanche, Fontaine-sous-Montdidier és Montdidier községekkel határos.

## Népesség
A település népességének változása:
| Lakosok száma | 178  | 181  | 188  | 188  | 193  | 198  | 200  | 206  | 211  |
|               | 2013 | 2015 | 2016 | 2017 | 2018 | 2019 | 2020 | 2021 | 2022 |